# Clausthal-Zellerfeld
Clausthal-Zellerfeld là một thị xã trong bang Niedersachsen, Đức. Đô thị này có diện tích 33,96 km². Đô thị này nằm ở tây nam dãy núi Harz. Dân số khoảng 15.000 người. Clausthal-Zellerfeld là thủ phủ của Samtgemeinde ("đô thị tập thể") Oberharz.
Các khu dân cư:
- Buntenbock (từ năm 1972)
- Clausthal
- Zellerfeld

## Người dân nổi tiếng
- Georg Philipp Telemann (1681–1767), nhà soạn nhạc
- Robert Koch (1843–1910), nhà vi trùng học
- Otto Erich Hartleben (1864–1905), nhà thơ
- Dietrich Grönemeyer (born 1952), nhà vật lý